# Суперлогаритъм
Суперлогаритъмът е математическа функция, която е една от двете обратни функции на тетрацията. Подобно на степенуването, което има две обратни функции – коренуване и логаритъм – и тетрацията има две обратни функции – суперкоренуване и суперлогаритъм.
Дефинициите на суперлогаритъма {\displaystyle \operatorname {slog} _{b}(z)} изхождат от имплицитната дефиниция:
{\displaystyle \operatorname {slog} _{b}(b^{z})=\operatorname {slog} _{b}(z)+1} и
{\displaystyle \operatorname {slog} _{b}(1)=0}.
Тъй като тези зависимости дават само целочислени резултати, а параметърът е ограничен до числа от вида {\displaystyle b,b^{b},b^{b^{b}}} и т.н., различни автори използват различни подходи за разширяването на дефиниционната област на суперлогаритъма до цялото множество на реалните числа, като по този начин стигат до различни дефиниции на функцията.
За цели положителни стойности суперлогаритъмът с основа неперовото число е еквивалентен на по-проста функция, използвана често в информатиката – итерирания логаритъм.